# Goodbye Golovin
Goodbye Golovin és un curtmetratge dramàtic canadenc, dirigit per Mathieu Grimard i estrenat l'any 2019. La pel·lícula és protagonitzada per Oleksandr Rudynskyy com Ian Golovin, un jove d'Ucraïna que es pregunta si hauria d'emigrar a un nou país per tenir l'oportunitat de tenir una millor vida després de la mort del seu pare.
La pel·lícula es va estrenar al Festival du cinéma international en Abitibi-Témiscamingue l'any 2019, on va rebre una menció honorífica del jurat del Premi SPIRA. Després es va projectar al Festival de Cinema de Berlín 2020, on va rebre una menció honorífica del jurat com a part del programa Generation 14plus, i al festival Plein(s) screen(s) 2021, on va guanyar el Grand Prix.
Va ser nominat als Canadian Screen Awards pel premi al millor curtmetratge de ficció durant la 9a edició, així com a la Gala Québec Cinéma pel premi al millor curtmetratge en directe durant la 22a edició, l'any 2021.